# 2식 복좌전투기

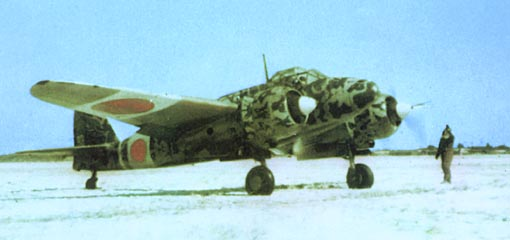
가와사키 Ki-45

2식 복좌 전투기(일본어: 二式複座戦闘機)는 제2차 세계 대전 당시에 일본 제국 육군이 운용한 쌍발 전투기로 시제품 명칭은 Ki-45이다. 애칭은 토류(일본어: 屠龍)이며 연합군의 코드 네임은 닉(Nick)이다.
개발사는 가와사키 중공업이다. 제2차 세계 대전의 종전 이전까지 일본 본토 방공용으로 배치되어 있었지만 장착된 자연 흡기 엔진의 한계로 인해 큰 전과는 올리지 못했다.

## 설계 및 개발
유럽에서 메서슈미트 Bf 110과 같은 쌍발 중무장 전투기가 급부상하자 일본 제국 육군은 1937년 쌍발 2인승 전투기 개발을 명령하고 가와사키 중공업의 제안에 Ki-38을 지정했다. 이 제안은 모의 실험에 불과했지만 그해 12월 육군은 1939년 1월에 처음 비행한 Ki-45와 같은 작동 프로토타입을 주문했다. 그러나 시험 비행의 결과는 육군의 기대에 미치지 못했다. Ha-20 오츠 엔진은 저출력 상태에서 고장이 발생하기 쉬웠고 기체는 실속현상으로 인해 어려움을 겪었다.
Ki-45는 취역하지 않았지만, 일본 제국 육군은 쌍발전투기의 운용 방침이 아직도 확립되지 않은 상태에서 Ki-38의 개발을 파기하고 가와사키측에 새로운 전투기 개발을 계속하라고 명령했다. 가와사키 중공업는 엔진을 성능이 입증된 나카지마 Ha-25로 교체하여 대응했다. 비행 테스트는 유망했다.
1940년 10월, 육군은 805kW(1,080마력) 미쓰비시 Ha-102 엔진으로 전환하는 등 지속적인 개선을 명령했다. Ki-45 Kai로 명명된 이 항공기는 1941년 9월에 완성되었으며 1942년 2월 육군이 "2형 2인승 전투기"로 공식 채택했다.
1인승 전투기 변형인 Ki-45 II의 프로토타입도 제작되었으며, Ki-96이라는 이름으로 개발이 계속되었다.

## 실전
Ki-45는 처음에 장거리 폭격기 에스코트로 사용되었다. 제84독립비행단(도쿠리츠 히코 추타이)은 1942년 6월 길림 공격에 이들을 사용했지만 플라잉 타이거즈가 비행한 커티스 P-40 워호크과는 비교가 되지 않았다. 같은 해 9월, 두 기체들은 비슷한 결과로 하노이 상공에서 P-40을 만났다. Ki-45는 공중 전투에서 단일 엔진 전투기를 상대로 자신의 전투력을 유지할 수 없다는 것이 분명해졌다.
이후 여러 전장에서 요격, 공격(항지 및 항적), 함대 방어 역할로 배치되었다. 가장 큰 강점은 유럽의 Bf 110과 마찬가지로 대폭격 요격기였다. 뉴기니에서 IJAAF는 이 항공기를 대함 역할에 사용했는데, Ki-45는 37mm 기관포 1문과 20mm 기관포 2문로 중무장하고 날개 아래 폭탄창에 250kg(550파운드) 폭탄 2발을 탑재할 수 있었다. 모든 버전의 Ki-45는 전쟁 중에 생산되었다.
첫 번째 생산형(甲)은 전방기수에 12.7mm Ho-103 기관총 2발, 동체우하면에 오프셋된 단일 97형 20mm 기관포, 뒤쪽 캐빈에 훈련 가능한 7.92mm 기관총으로 무장한 후, 하부 20mm 기관포를 37mm 94형 기관포로 교체하여 B-17 플라잉 포트리스 폭격기에 대응했다. 화력이 파괴적이었지만 수동 재장전을 실시하면 일반적으로 각 포대 패스에서 두 발만 발사할 수 있었다. 다음 유형(丙)은 20mm 기관포를 복원했고, 이번에는 자동 37mm 기관포를 전방에 배치했다. 나중에 이식복좌丁형에 추가된 것은 조종석 뒤쪽에 20mm Ho-5 기관포를 장착하고 종종 추진 배기 스택을 배치했다.
취역 직후, Ki-45는 본토에 배치되었고, 몇몇은 둘리틀 공습에 맞서 출동했지만 별다른 활약은 보이지 않았다. 이 항공기의 중무장은 1944년 6월에 시작된 B-29 슈퍼포트리스 공습에 효과적인 것으로 입증되었다. 그러나 10,000m(32,800피트) 상공에서 비행하는 B-29에 대응하기에는 성능이 충분하지 않았다. 연료 및 군수품 감소와 같은 수정은 성능을 높이기 위해 시도되었지만 거의 소용이 없었고 결국 항공기는 공중 격추 공격에 효과적으로 사용되었다. 1945년 4월 2일 오키나와 앞바다에서 발생한 USS 디커슨 호 공격과 같은 가미카제 공격에도 사용되었다. 토리우 호가 잿더미에서 스택을 잘라내고 다리를 들이받아 지휘관과 승무원 54명이 사망했다. 두 번째 토리우 호가 갑판을 들이받아 갑판에 7m(23피트) 구멍이 뚫렸다. 이어진 화재로 배는 파괴되었고, 살아남은 승무원들은 동료 고속 수송선, 구축함 에스코트 번치, 구축함 운송 허버트에 의해 구조된 후 배는 바다로 견인되어 침몰했다.
1945년, 야간 폭격 공격이 시작되면서 전방 및 상향 발사 기관포는 어느 정도 성과를 보였지만 레이더 부족은 상당한 핸디캡이었다. 1945년 봄, 일본 상공에서 B-29를 호위하는 미국 항공모함 기반 전투기와 이오지마 기반 P-51 및 P-47의 등장으로 Ki-45의 경력은 끝이 났다.
다음 버전인 가와사키 Ki-45 KAId는 전방에 센티미터 레이더를 장착해야 하는 야간 전투기로 특별히 개발되었지만 생산 어려움으로 인해 이런 일이 발생하지 않았다. 이 항공기는 일본 본토의 야간 방위에 참여하여 1944년 가을부터 전쟁이 끝날 때까지 4개의 센타를 장착했다. 이 항공기들은 주목할 만한 성공을 거두었고, Ki-45 센타이 1대는 첫 전투에서 8대의 USAAF B-29 슈퍼포트리스를 포함하여 150승을 거두었다.
지상 공격 역할을 맡은 Ki-45는 Ki-102로 대체될 예정이었지만 전쟁이 끝날 때까지 완전히 대체되지는 않았다.
3대의 Ki-45는 제2차 세계대전 이후 중국 인민해방군의 손에 넘어갔다. 훈련에 투입된 대부분의 일본 항공기와 달리 3대의 Ki-45는 1949년 3월 전투비행단 제1비행단에 배치되어 전투 임무에 사용되었다. 이 항공기들은 1950년대 초에 퇴역했다.

## 제원
- 전장: 11.00m
- 전폭: 15.02m
- 전고: 3.70m
- 익면적: 32.00m2
- 엔진: 미쓰비시 Ha-102 공랭식 14기통 성형 엔진 (1,050마력)
- 중량: 5,500kg
- 최대 속도: 540km/h (2식전 2형 기준)

## 변형들

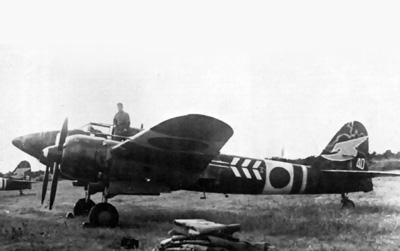
히노마루를 둘러싼 넓은 흰색 밴드가 묘사한 것처럼 본토항공전에서 활약하는 53번째 히코 센타이의 또 다른 가와사키 Ki-45 기체

- Ki-45 KAIa (ko/甲) 토리우: 2인승 전투기 2종(마크 A) 시리즈 초기 모델, 12.7mm 기관총 2정(기수), 20mm 기관포 1문(동체우하면), 7.92mm 선회총 1정
- Ki-45 KAIb (otsu/乙): KAIa를 기반으로 한 개조 버전, 37mm 타입 94 대전차포로 대체된 20mm 기관포
- Ki-45 KAIc (hei/丙): 해군 목표물에 대한 C 버전 표시, 전방에 37mm Ho-203 기관포 1문, 후방 위치에 7.92mm 기관총 1문.
- Ki-45 KAId (tei/丁): 개조된 Model B, 야간 전투기 버전인 Mark D는 37mm 기관포 1문, 20mm 상향포 2문.
- Ki-45 II: 1인승 전투기 프로토타입, 나중에 Ki-96으로 재지정됨.